# Gregory Parsloe-Parsloe
Sir Gregory Parsloe-Parsloe, 7th Baronet ist eine wiederkehrende, fiktive Figur in Kurzgeschichten und Romanen des britisch-amerikanischen Schriftstellers P. G. Wodehouse. Sir Gregory ist steter Gegenspieler des zerstreuten Lord Emsworth. Beide rivalisieren miteinander um Auszeichnungen für Kürbisse und Mastschweine.

## Charakterisierung
Gregory Parsloe-Parsloe taucht erstmals in der Kurzgeschichte Der Kürbis auf, die 1924 in der US-amerikanischen Saturday Evening Post erschien. Er ist dort eine schwergewichtige Person von etwas über 50 Jahren. Drei Jahre lang hat er auf der Landwirtschaftsausstellung von Shrewsbury mit seinen Kürbissen den ersten Preis für Kürbiszucht gewonnen, einen Preis, den Lord Emsworth ihm nun streitig macht und schließlich für sich entscheidet:

„Für alle die Leser, die keine Gelegenheit gehabt haben, die letzte Landwirtschaftsausstellung in Shrewsbury zu besuchen, wollen wir kurz zusammenfassen, was sich auf jener Schau ereignete. Sir Gregory Parsloe-Parsloe von Matchingham Hall war wie immer anwesend, aber der aufmerksame Beobachter konnte feststellen, dass sein Auftreten keineswegs so anmaßend war wie in den früheren Jahren. Als er durch das Gemüsezelt schritt, soll er sich sogar auf die Lippen gebissen und sehr düster ausgesehen haben. Aber immerhin war Sir Gregory ein Gentleman. Die Parsloes waren faire Verlierer. Deshalb streckte er, als er in der Mitte des Zeltes angekommen war, seinem Rivalen freundlich die Hand entgegen.“

Das Verhältnis zwischen Lord Emsworth und Sir Gregory ist noch nicht so angespannt, wie dies in späteren Kurzgeschichten und Romanen der Blandings Castle-Saga der Fall ist. Beginnend mit dieser Geschichte hat P. G. Wodehouse den Figur entsprechend den Notwendigkeiten den farcehaften Handlungen seiner Erzählungen weiter entwickelt.
Den größten Einblick in die wilde Vergangenheit von Sir Gregory gibt P. G. Wodehouse in dem Roman Sommerliches Schlossgewitter, der erstmals im Jahre 1929 erschien. Dort ist wesentlicher Handlungsbestandteil die skandalösen Memoiren, die der Ehrenwerte Galahad Threepwood, jüngerer Bruder von Lord Emsworth verfasst hat. Viele dieser Erinnerungen beziehen sich auf Sir Gregory: So berichtet Galahad, dass Sir Gregory sogar aus dem übel beleumdeten Cafe de l'Europe hinausgeworfen wurde, weil er dort an der Bar seine Hose versteigern wollte, um eine Flasche Champagner zu kaufen. Nicht weniger skandalös ist sein Betragen im Restaurant Romano's, wo er mit einer Suppenterrine auf dem Kopf und einem Selleriestängel in der Hand auf dem Tisch herummarschierte und behauptete, die Wache vor dem Buckingham Palace zu sein.
Sein Leben ist ruhiger geworden, seitdem ein Cousin starb und er den Baronet-Titel erbte. Sir Gregory lebt jetzt in dem Shrophshire-Dorf Much Matchingham und residiert in Matchingham Hall, nur wenige Meilen von Blandings Castle entfernt. Lady Constance, die dort immer wieder längere Zeit verbringt, hofft darauf, dass ihre zwei Brüder, Lord Emsworth und Galahad Threepwood, sich eines Tages mit diesem Nachbarn anfreunden werden. Beide Brüder sind jedoch zutiefst davon überzeugt, dass Sir Gregory nur übles im Schilde führt. Insbesondere Lord Emsworth befürchtet von Sir Gregory nur Schlimmstes:

„Es gab da eine Schlange in seinem Garten Eden, ein welkes Blatt auf seinem Rosenbeet, ein Sandkorn im Spinat seines Gemüts. Er erfreute sich bester Gesundheit..., eines großen Einkommens und eines erstklassigen ererbten Besitzes mit Kieswegen in einer idyllischen Parklandschaft und mit allem modernen Komfort, aber dieser ganze Segen wurde null und nichtig gemacht, dass die reine Luft des Distrikts, in dem er lebte, durch die Anwesenheit eines Mannes vom Schlage Sir Gregory Parsloes vergiftet wurde – eines Mannes, der, davon war er überzeugt, Böses plante gegen jenes ruhmreiche Schwein, die Kaiserin von Blandings.“

Butler Beach von Blandings Castle vergleicht den Nachbarn sogar mit Professor Moriarty, dem Bösewicht aus den Sherlock-Holmes-Geschichten.
Unbestritten ist, dass es Sir Gregory gelungen ist, Lord Emsworths Schweinehüter George Cyril Wellbeloved, der sich einst um Lord Emsworth Lieblingsschwein, die Kaiserin von Blandings, mit Aussicht auf ein höheres Gehalt in sein Lager zu locken. Galahad verdächtigt außerdem Sir Gregory, dass vor vielen Jahren Sir Gregory seinen Hund vor einem Rattenwettbewerb mit Zwiebelrostbraten überfütterte und so den Wettkampf für sich entschied.
Sir Gregory hat seine Nachbarn in Verdacht, ebenfalls zu nicht immer redlichen Mitteln zu greifen – so kommt es zur gegenseitigen Schweineentführung in dem Roman Schwein oder Nichtschwein. Am Ende dieses Romans ist Sir Gregory allerdings auf bestem Wege, zum Schwiegerneffen von Butler Beach zu werden. Beachs Nichte Maudie schickt ihrem Onkel nicht nur zweideutige Postkarten. Sie charakterisiert sich auch durch vieles, was man als „Nur für Erwachsene“ bezeichnen kann. Sie hat unter dem Namen Maudie Montrose als Bardame gearbeitet und erbte von ihrem ersten Ehemann eine Privatdetektei. Ihre Anziehungskraft ist so groß, dass sogar Lord Emsworth schriftlich um ihre Hand anhält. Während ihrer Zeit als Bardame hatte sie auch den damals noch mittel- und titellosen Gregory. Die beiden hatten nicht nur eine Beziehung miteinander, sondern wollten auch heiraten und nur ein Missverständnis verhinderte diese Ehe. Im Verlauf der verwickelten Romanhandlung von Schwein oder Nichtschwein entdecken beide, dass ihre Gefühle füreinander noch lange nicht erloschen sind.

## Kurzgeschichten und Romane, in denen Sir Gregory auftritt
- The Custody of the Pumpkin (1924), Kurzgeschichte. Deutscher Titel Der Kürbis
- Company for Gertrude (1928), Kurzgeschichte. Deutscher Titel Ein Mann für Gertrude
- Summer Lightning (1929), Roman, deutscher Titel: Sommerliches Schloßgewitter
- Heavy Weather (1933), Roman, deutscher Titel: Seine Lordschaft und das Schwein (übersetzt von Christiane Trabant-Rommel), dtv 1983.
  - neu aufgelegt: Sein und Schwein. neu übersetzt von Thomas Schlachter, Edition Epoca, Zürich 2008, ISBN 978-3-518-45944-7.
- Full Moon, Roman, deutscher Titel: Vollmond über Blandings Castle, übersetzt von Harald Raykowski, dtv 1983.
- Pigs Have Wings (1952); deutscher Titel: Schwein oder Nichtschwein, übersetzt von Christiane Trabant-Rommel

## Einzelbelege
1. ↑  P. G. Wodehouse: Der Kürbis in Herr auf Schloss Blandings. S. 23. Übersetzt von Annemarie Arnold-Kubina.
2. ↑  P. G. Wodehouse: Schwein oder Nichtschwein, S. 73.
3. ↑  Usborne: Plum Sauce. A P. G. Wodehouse Companion. S. 118.
4. ↑  P. G. Wodehouse: Schwein oder Nichtschwein. S. 6.
5. ↑  P. G. Wodehouse: Schwein oder Nichtschwein, S. 108.
6. ↑  P. G. Wodehouse: Schwein oder Nichtschwein. S. 11.
7. ↑  P. G. Wodehouse: Schwein oder Nichtschwein. S. 75.
8. ↑  P. G. Wodehouse: Schwein oder Nichtschwein. S. 149.